# Stempeda
Stempeda ist ein Ortsteil der Stadt Nordhausen im Landkreis Nordhausen in Thüringen mit rund 260 Einwohnern.

## Geografie
Stempeda liegt im Norden des Landes Thüringens im Osten des Landkreises Nordhausen an der Südseite des Harzes, in der Krebsbach -Thyra - Niederung zwischen dem Alten Stolberg im Süden und dem Harz im Norden, im historischen Helmegau. Durch die Ortschaft fließt der Wolfsbach, welcher an der westlichen Bebauungsgrenze in den Krebsbach mündet. Beide gehören zum Einzugsgebiet der Thyra und somit auch der Helme.
Die umliegenden Ortschaften sind (im Norden beginnend im Uhrzeigersinn): Rodishain, Stolberg, Rottleberode, Urbach (südlich des Alten Stolbergs), Steigerthal, Buchholz und Hermannsacker.

## Geschichte
Aus einer fränkisch-thüringischen Siedlung entwickelte sich das heutige Haufendorf, welches erstmals 1312 im Bürgerbuch zu Nordhausen urkundlich erwähnt wurde. Dort wird der Ort Stempede genannt. In den Urkunden der Grafen zu Stolberg heißt der Ort 1378 Stempede und 1417 Stempeda.
Seit dem ausgehenden 14. Jahrhundert gehörte Stempeda zur Grafschaft Stolberg, ab 1706 zur Grafschaft Stolberg-Stolberg, bis zu deren Auflösung und Einverleibung durch Preußen während des Wiener Kongresses im Jahre 1815. Bis 1945 war Stempeda preußisch, dem Landkreises Sangerhausen zugeordnet. Erst mit der Gebietsreform der DDR am 25. Juli 1952 kam Stempeda zum Kreis Nordhausen und somit in den neugebildeten Bezirk Erfurt.

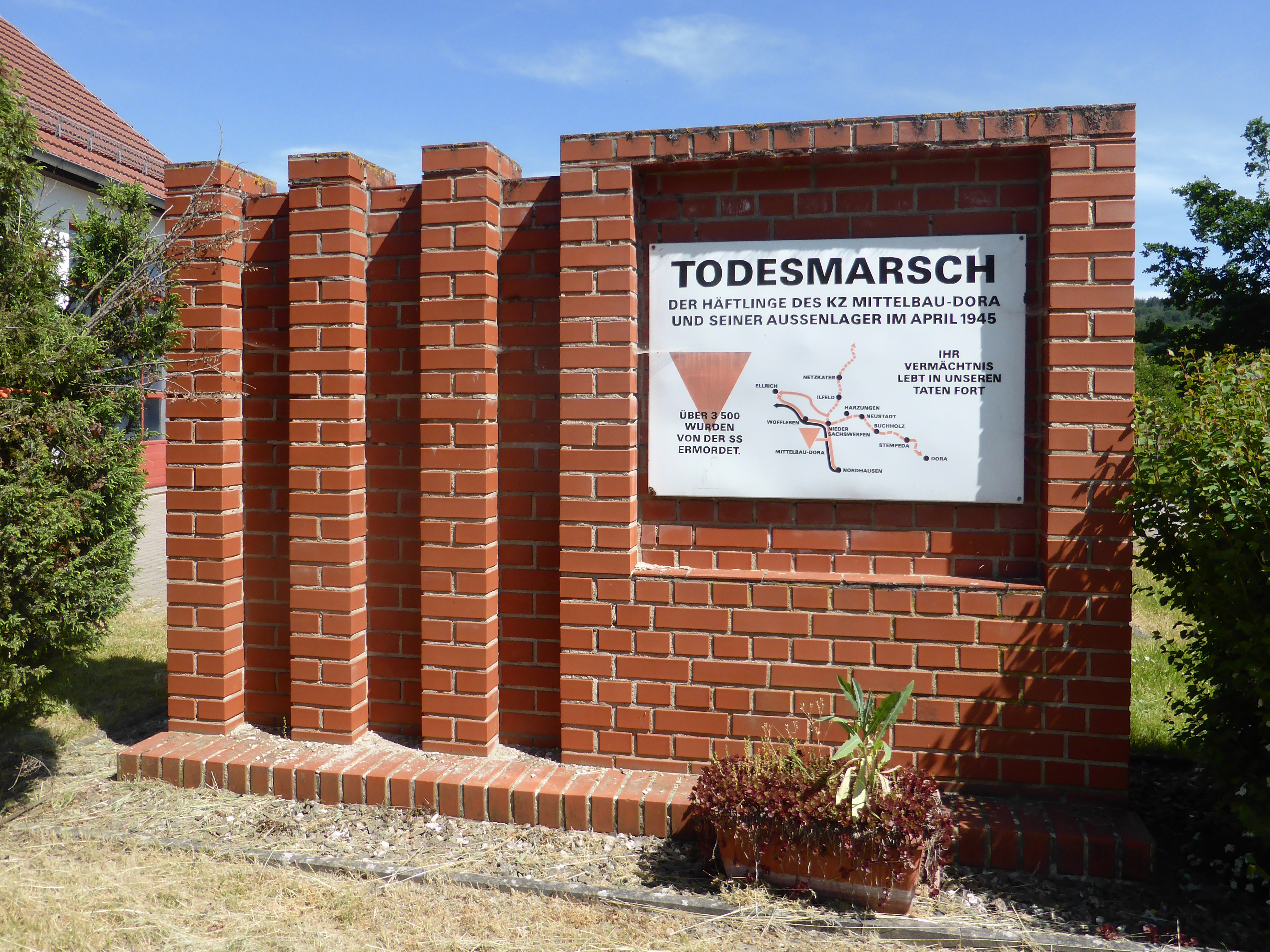
Todesmarsch-Denkmal

In den Jahren 1944 und 1945 gehörten die Höhlen im nahe gelegenen Steilhang zum Projekt B4, einem Außenlager des KZ Mittelbau-Dora. Hier mussten bis zu 700 KZ-Häftlinge Zwangsarbeit verrichten, darunter 455 Juden. Mindestens 50 Häftlinge kamen durch Misshandlungen der SS-Mannschaften oder Krankheit ums Leben. Im April 1945 wurden die Überlebenden auf zwei Todesmärsche getrieben, bei denen viele beim Massaker in der Isenschnibber Feldscheune in Gardelegen oder unterwegs an anderen Orten zu Tode kamen. Kritisiert wird, dass an den noch heute vorhandenen Baracken jegliches Zeichen der Erinnerung an diese Vergangenheit fehlen würde.
Am 1. Dezember 2007 wurde Stempeda mit damals 300 Einwohnern nach Nordhausen eingemeindet.

## Ortsbürgermeister
Seit der Kommunalwahl 2024 ist Kirsten Reichhardt Ortsbürgermeisterin. Sie gewann die Stichwahl am 9. Juni 2024 mit 57,1 Prozent der Stimmen, nachdem sie im ersten Wahlgang mit nur 10 Stimmen das beste Ergebnis aller Kandidaten erzielte.

## Kultur und Sehenswürdigkeiten

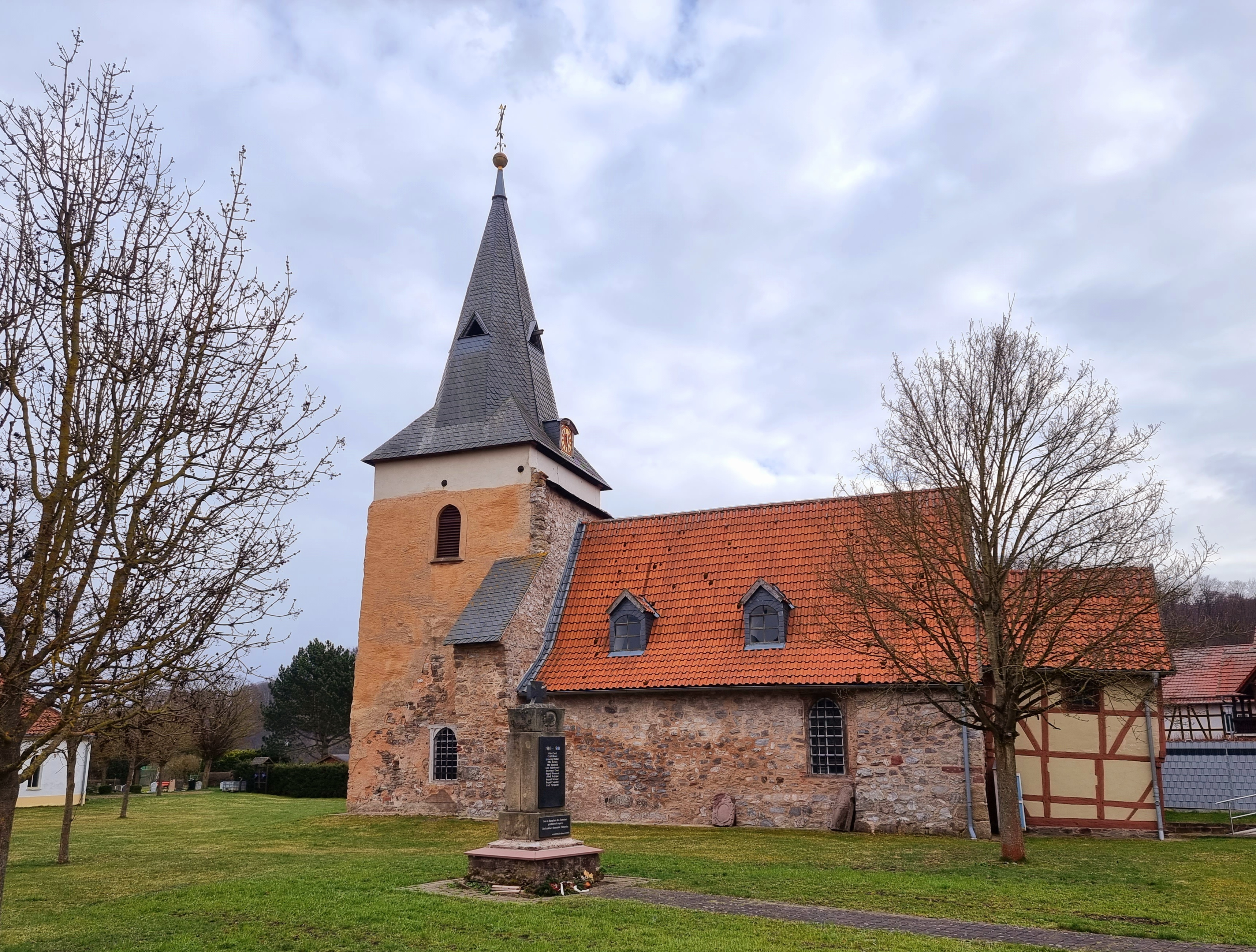
Kirche St. Moritz

St.-Moritz-Kirche aus Gipsstein, einzigartig in Europa, deren Ursprung bis in die romanische Bauperiode zurückreicht. Nach umfangreichen Restaurierungsarbeiten kann das Gotteshaus wieder für Andachten genutzt werden. In unregelmäßigen Abständen finden Ausstellungen überwiegend regionaler Künstler statt.
Seit 1985 erinnert eine Stele in der Nordhäuser Straße an die Opfer der Todesmärsche aus dem KZ Mittelbau-Dora.
Ein Rundwanderweg führt vom Weißen Stieg über den Müllerteich bis zur Iberg-Talsperre.